# Ментор Родоски
Ментор Родоски (на старогръцки: Μέντωρ ὁ Ῥόδιος) е гръцки наемник и военачалник (генерал) през 4 век пр.н.е.
Той произлиза от остров Родос и е брат на генерал Мемнон. Двамата братя започват военната си кариера през 366 пр.н.е. като наемници при техния зет Артабаз II, персийски сатрап на Фригия.
Той се жени за Барсина (* ок. 363, † 309 пр.н.е.), дъщеря на Артабаз. Те имат син и дъщеря, която се омъжва през 324 пр.н.е. за македонския адмирал Неарх.
Братята помагат на зет им през 354 пр.н.е. във въстанието против великия цар Артаксеркс III, но са победени. Артабаз, Мемнон и Барсина отиват през 553 пр.н.е. в изгнание в Пела в Македония при цар Филип II. Ментор отива в Египет, за да служи като командир на наемниците при фараон Нектанеб II. През 350 пр.н.е. той е изпратен с ок. 4000 души наемна войска да помага на Сидон. Ментор преминава на страната на цар Артаксеркс III и получава водеща персийска служба.
Заради успехите му Ментор става главнокомандващ (karanos) на всички персийски войски западно от Ефрат. Той успява да получи от великия цар помилване за своя зет и своя брат, които през 341 пр.н.е. се връщат в персийския двор.
Той прекратява през 340 пр.н.е. владетелството на княгинята Ада в Кария в полза на нейния брат Пиксодар и умира същата година.
След неговата смърт брат му Мемнон поема неговата служба и се жени за вдовицата му Барсина, която става през 332 пр.н.е. любовница на Александър Македонски и му ражда син Херакъл.